# Multicrustacis
Els multicrustacis (Multicrustacea) constitueixen un clade de crustacis dintre dels vericrustacis que inclou els clades Communostraca i Copepoda.